# In Dubious Battle
In Dubious Battle (en español En lucha incierta, Batalla incierta y La lucha del campo) es una película estadounidense de drama de 2016 dirigida y producida por James Franco, basada en la novela homónima del ganador del Premio Nobel de Literatura John Steinbeck, con el guion adaptado por Matt Rager. La película presenta un elenco compuesto por Franco, Nat Wolff, Josh Hutcherson, Vincent D'Onofrio, Robert Duvall, Selena Gomez, Keegan Allen y Ed Harris. Fue estrenada mundialmente en el Festival Internacional de Cine de Venecia el 3 de septiembre de 2016.

## Trama
La película se encuentra ambientada en la década de los años 1930. Según Brian Tallerico de rogerebert.com, In Dubious Battle «es la historia de la clase obrera durante la Depresión, en huelga contra un establecimiento cada vez más cruel de maneras que conducirían al nacimiento de los derechos de los trabajadores, incluido un salario mínimo... Dos hombres... esencialmente forman un sindicato de trabajadores después de que sus salarios se reducen de US$3 por día a US$1 por día».

## Reparto
| - James Franco como Mac McLeod. - Nat Wolff como Jim Nolan. - Josh Hutcherson como Vinnie. - Vincent D'Onofrio como London. - Robert Duvall como Chris Bolton. - Selena Gomez como Lisa London. - Keegan Allen como Keller. - Ed Harris como Joy. - Bryan Cranston como Sheriff. - Sam Shepard como Mr. Anderson - Zach Braff como Connor. | - Ahna O'Reilly como Edith «Edie» Malone. - Analeigh Tipton como Vera. - Scott Haze como Frank. - Alex Morf como Burke.. - Danny McBride como Tramp. - Jacob Loeb como Paul. - Ashley Greene como Danni Stevens. - Austin Stowell como Eddie. - Joel Marsh Garland como Al Anderson. - Jack Kehler como Dr Burton. - John Savage como Dan. |

## Producción

### Casting
El 30 de enero de 2015, se anunció que James Franco no solo dirigiría la película sino que también la protagonizaría. También fueron elegidos Vincent D'Onofrio, Robert Duvall, Ed Harris, Bryan Cranston, Selena Gomez y Danny McBride.
El 16 de marzo de 2015, Nat Wolff fue elegido para el papel principal de Jim Nolan, el organizador de la huelga de los recolectores de manzanas en California. En los próximos dos días, Josh Hutcherson, Zach Braff, Analeigh Tipton, John Savage, Ashley Greene y Ahna O'Reilly se unirían a la producción cinematográfica. Varios días después, el 24 de marzo de 2015, se anunció que Scott Haze había sido elegido como Frank.
El rodaje comenzó el 19 de marzo de 2015 en Atlanta, en el Southeastern Railway Museum en Duluth, Georgia. La filmación también tuvo lugar en Bostwick, Georgia, y Cowiche, Washington. La producción de la película terminó en septiembre de 2015.

### Música
Los créditos finales están acompañados por una grabación de 78 rpm de la clásica canción de unión sindical de Pete Seeger, "Which Side Are You On?", que traduce "¿De qué lado estás?".

## Lanzamiento
In Dubious Battle tuvo su estreno mundial en el Festival Internacional de Cine de Venecia el 3 de septiembre de 2016. La película se estrenó en los cines de los Estados Unidos el 17 de febrero de 2017.

### Marketing
El 28 de enero de 2017 se lanzó el trailer completo de la película.

## Recepción

### Respuesta crítica
El agregador de reseñas Rotten Tomatoes le otorga a la película una calificación de aprobación del 30%, basada en reseñas de 23 críticos, con una puntuación promedio de 3.0/10.
La película obtuvo críticas mixtas en su estreno mundial, con Owen Gleiberman de Variety señalando que Franco «ha adquirido habilidades que comienzan a fusionarse con lo mejor de sus instintos». Gleiberman también dice que «In Dubious Battle no es una buena película totalmente clara o bien definida, pero es una película escrupulosa y digna de ver. Y me hace pensar, por primera vez, que James Franco tiene una buena película en él».
Boyd van Hoeij de The Hollywood Reporter simplemente llamó a la película y a Franco como «irregular», pero también afirma que «si In Dubious Battle sigue siendo digna de ver, es porque Wolff realmente vende las dudas, el crecimiento y las pruebas de realidad aleccionadoras de su personaje».